# Super Tight...
Super Tight... – drugi studyjny album amerykańskiego zespołu hip-hopowego UGK. Został wydany 30 sierpnia, 1994 roku.

## Lista utworów
1. "Return"
2. "Underground"
3. "It's Supposed to Bubble"
4. "I Left It Wet for You"
5. "Feds In Town" (feat. Mr. 3-2)
6. "Pocket Full of Stones Pt. 2"
7. "Front, Back & Side to Side" (feat. Smoke D)
8. "Protect & Serve"
9. "Stoned Junkee"
10. "Pussy Got Me Dizzy" (feat. Mr. 3-2)
11. "Three Sixteens" (feat. DJ DMD)

## Notowania
| Notowanie (1994)                      | Pozycja |
| ------------------------------------- | ------- |
| U.S. Billboard 200                    | 95      |
| U.S. Billboard Top R&B/Hip-Hop Albums | 9       |